# П'ята трієнале в Мілані
П'ята виставка декоративного та промислового мистецтва (V Тriennale di Milano) була першою з організованих у Мілані, а не в Вілла Реале в Монці. Виставка була відкрита у травні 1933 року в новому Палац мистецтв Берноккі, який був подарований місту Мілан Антоніо Берноккі, і також поширилася на Парк Семпіоне, де було зведено сорок тимчасових експериментальних конструкцій, спроектованих найбільш відомими італійськими архітекторами того часу: Джузеппе Террані, Ернесто Бонтадіні, Гуальтіеро Гальманіні, П'єтро Ліньєрі, Фіджіні та Полліні, П'єро Боттоні, П'єро Порталуппі та Група BBPR.
|  |  |  |  |  |  |
|  |  |  |  |  |  |